# Dererk Pardon
Dererk Pardon (Cleveland, 1º ottobre 1996) è un cestista statunitense.